# Cristóbal Jorquera
Cristóbal Andrés Jorquera Torres, né le 4 août 1988 à Santiago, est un footballeur chilien qui joue aux postes de milieu offensif ou de second attaquant au Deportes Magallanes. 
Cristóbal Jorquera est international chilien depuis 2009.

## Palmarès
- Vainqueur du Tournoi d'ouverture du championnat du Chili en 2006 avec Colo-Colo
- Vainqueur du Tournoi de clôture du championnat du Chili en 2006 et 2008 avec Colo-Colo
- Vainqueur du Tournoi de Toulon en 2009 avec l'équipe du Chili des moins de 20 ans